# Кембридж
Ке́мбридж (англ. Cambridge, [ˈkeɪmbɹɪdʒ], досл.: «мост через реку Кам») — город в Великобритании, административный центр Восточной Англии и графства Кембриджшир, выделенный в отдельный район со статусом «сити» в южной части неметропольного графства Кембриджшир, один из старейших университетских центров Европы. В городе находится один из лучших университетов мира, с которым связаны 87 Нобелевских лауреатов.
Кембридж стал районом неметропольного графства Кембриджшир в результате административной реформы 1974 года, до этого был районом административного графства Кембриджшир и Айл-оф-Или. Занимает территорию 40 км² и по всем сторонам света граничит с районом Южный Кембриджшир. В городе проживают 124 798 человек (на 2019 год).
Пост мэра с мая 2020 года занимает Рассел Макферсон (2-й срок).

## География
Расположен в 70 км к северу от Лондона, на реке Кам (приток реки Грейт-Уз). Площадь территории 41 км² (316-е место среди административных районов Англии).

## История
Люди проживали в этих местах с доисторических времён. В римское время на месте города располагалась крепость Дуролипонте (лат. Duroliponte), стоявшая на холме Кастл-Хилл.
Самое раннее письменное упоминание о Кембридже относится к 730 году. В 1068 году Вильгельм Завоеватель основал в Кембридже замок. В 1349 году население города пострадало от пандемии чумы. В период Английской гражданской войны Кембридж — важный оплот парламентских сил. В XIX веке город активно рос и развивался. Железная дорога к Кембриджу была проложена в 1845 году. В годы Второй мировой войны город практически не подвергался бомбардировкам немецкой авиации и стал убежищем для 7000 лондонцев. Кембридж — исконная столица исторического графства Кембриджшир, в результате реформы 1889 года разделённого на административное графство Кембриджшир и административное графство Айл-оф-Или, которые были объединены в административное графство Кембриджшир и Айл-оф-Или в 1965 году. В 1974 году произошло объединение административного графства Кембриджшир и Айл-оф-Или с административным графством Хантингтон и Петерборо в неметропольное графство Кембриджшир, существующее сейчас.

## Демография

Демографическая пирамида в 2021

| Год  | Число   |
| ---- | ------- |
| 1749 | 6,131   |
| 1801 | 10,087  |
| 1811 | 11,108  |
| 1821 | 14,142  |
| 1831 | 20,917  |
| 1841 | 24,453  |
| 1851 | 27,815  |
| 1861 | 26,361  |
| 1871 | 30,078  |
| 1891 | 36,983  |
| 1901 | 38,379  |
| 1911 | 40,027  |
| 1921 | 59,212  |
| 1931 | 66,789  |
| 1951 | 81,500  |
| 1961 | 95,527  |
| 1971 | 99,168  |
| 1981 | 87,209  |
| 1991 | 107,496 |
| 2001 | 108,863 |
| 2011 | 123,900 |

### Этнический состав
| Этническая группа                             | Год    | Год   | Год     | Год   | Год     | Год   | Год     | Год   |
| Этническая группа                             | 1991   | 1991  | 2001    | 2001  | 2011    | 2011  | 2021    | 2021  |
| Этническая группа                             | Число  | %     | Число   | %     | Число   | %     | Число   | %     |
| --------------------------------------------- | ------ | ----- | ------- | ----- | ------- | ----- | ------- | ----- |
| Белые: Всего                                  | 86,519 | 94.1% | 97,365  | 89.4% | 102,205 | 82.5% | 108,570 | 74.6% |
| Британцы                                      | –      | –     | 85,472  | 78.5% | 81,742  | 66.0% | 77,195  | 53.0% |
| Ирландцы                                      | –      | –     | 1,708   | 1.6%  | 1,767   | 1.4%  | 1,885   | 1.3%  |
| Цыгане или ирландские странники               | –      | –     | –       | –     | 109     | 0.1%  | 110     | 0.1%  |
| Рома                                          | –      | –     | –       | –     | –       | –     | 885     | 0.6%  |
| Другие                                        | –      | –     | 10,185  | 9.4%  | 18,587  | 15.0% | 28,495  | 19.6% |
| Азиаты/британские азиаты: Всего               | 3,371  | 3.7%  | 6,410   | 5.9%  | 13,618  | 11%   | 21,626  | 14.9% |
| Индийцы                                       | 906    | 1.0%  | 1,952   | 1.8%  | 3,413   | 2.8%  | 5,916   | 4.1%  |
| Пакистанцы                                    | 248    | 0.3%  | 513     | 0.5%  | 742     | 0.7%  | 1,500   | 1.0%  |
| Бангладешцы                                   | 438    | 0.4%  | 976     | 0.9%  | 1,849   | 1.7%  | 2,874   | 2.0%  |
| Китайцы                                       | 909    | 1.0%  | 2,325   | 2.1%  | 4,454   | 3.6%  | 6,362   | 4.4%  |
| Другие                                        | 870    | 0.9%  | 644     | 0.6%  | 3,160   | 2.6%  | 4,974   | 3.4%  |
| Черные/чернкожие британцы: Всего              | 1,080  | 1.2%  | 1,461   | 1.3%  | 2,097   | 1.7%  | 3,561   | 2.4%  |
| Африканцы                                     | 315    | –     | 786     | –     | 1,300   | –     | 2,519   | 1.7%  |
| Карибцы                                       | 454    | –     | 547     | –     | 598     | –     | 639     | 0.4%  |
| Другие                                        | 311    | –     | 128     | –     | 199     | –     | 403     | 0.3%  |
| Смешанные/британцы со смешанной кровью: Всего | –      | –     | 2,141   | 2%    | 3,944   | 3.2%  | 7,410   | 5.2%  |
| Белые и черные карибцы                        | –      | –     | 454     | –     | 728     | –     | 1,152   | 0.8%  |
| Белые и черные африканцы                      | –      | –     | 214     | –     | 470     | –     | 1,010   | 0.7%  |
| Белые и азиаты                                | –      | –     | 735     | –     | 1,501   | –     | 2,987   | 2.1%  |
| Другие смешанные                              | –      | –     | 738     | –     | 1,245   | –     | 2,261   | 1.6%  |
| Всего                                         | 963    | 1%    | 1,486   | 1.4%  | 2,003   | 1.6%  | 4,507   | 3.1%  |
| Арабы                                         | –      | –     | –       | –     | 908     | –     | 1,141   | 0.8%  |
| Любая другая этническая группа                | 963    | 1%    | 1,486   | 1.4%  | 1,095   | –     | 3,366   | 2.3%  |
| Всего                                         | 91,933 | 100%  | 108,863 | 100%  | 123,867 | 100%  | 145,674 | 100%  |

## Политика
Кембридж управляется городским советом, состоящим из 42 депутатов, избранных в 14 округах. В результате последних выборов 28 мест в совете занимают либеральные демократы.
В мае 2007 года мэром Кембриджа впервые в истории Британии стала открытая трансгендерная женщина. 45-летняя Дженни Бейли стала 801-м мэром в истории города и пробыла на своей должности один год.

## Культура
Со средних веков Кембридж имел правильную планировку и архитектурные ансамбли колледжей, сгруппированные вокруг прямоугольных дворов. В Кембридже расположены: романская круглая церковь Святого гроба (около 1101—1130), позднеготическая капелла Кингс-колледжа (1446—1515), классицистическая библиотека Тринити-колледжа (1676—1684, архитектор К. Рен) и сенат университета (1722—1730, архитектор Дж. Гиббс). В музее Фицуильяма находятся университетские археологические и художественные собрания.

## Достопримечательности
В городе находится здание Гилдхолл с восьмисотлетней историей. В 1224 году Генрих III передал это здание для нужд тюрьмы. Спустя многие годы перестроенное сооружение использовалось в качестве ратуши. На сегодняшний день в здании проводятся разного рода мероприятия.

## Галерея

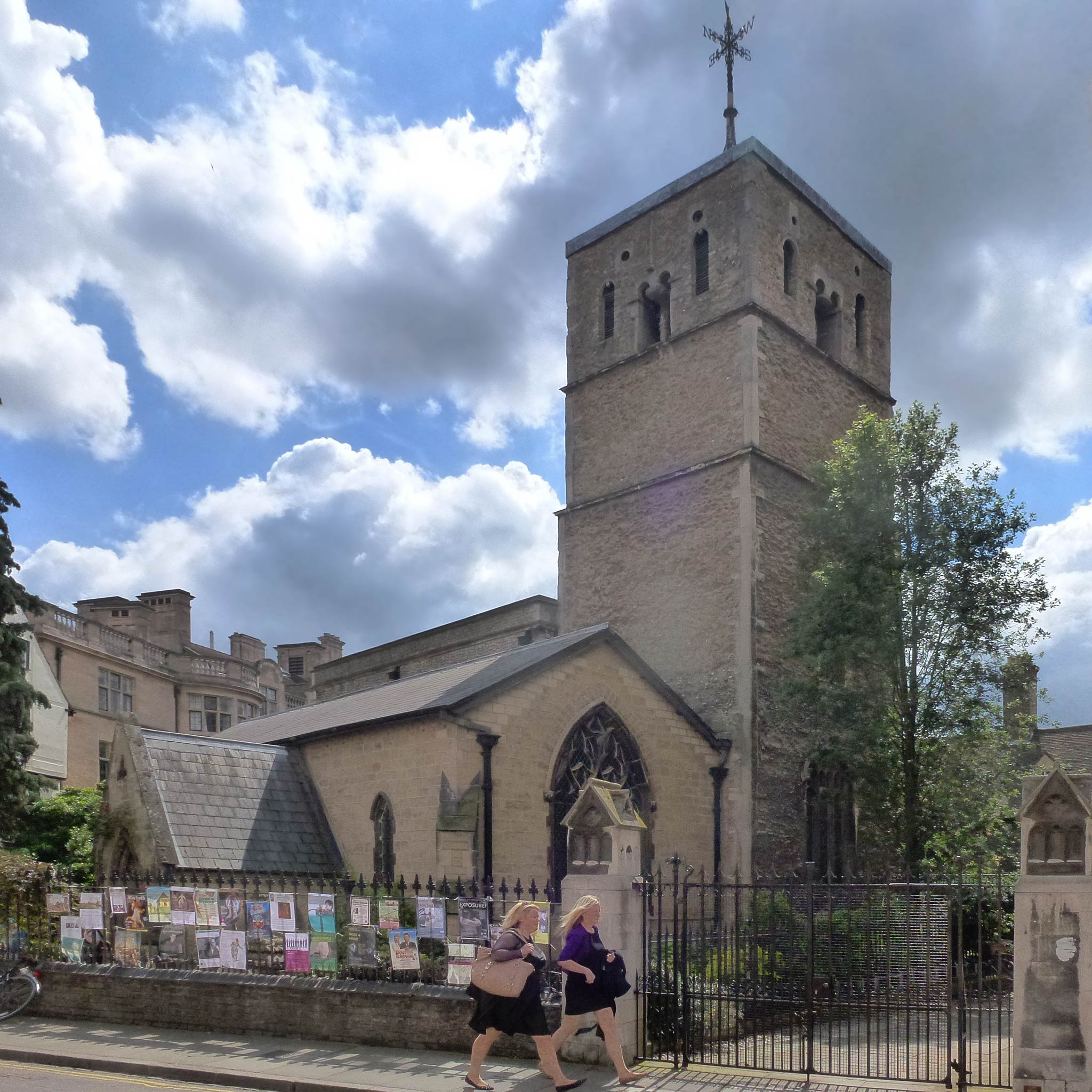
Церковь Святого Бенета, старейшее здание в Кембриджшире, расположенное рядом с Колледжем Корпус-Кристи
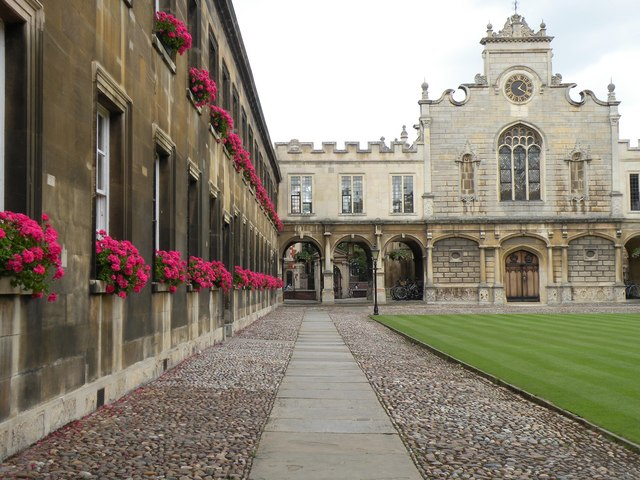
Питерхаус был первым колледжем, основанным в Кембриджском университете.
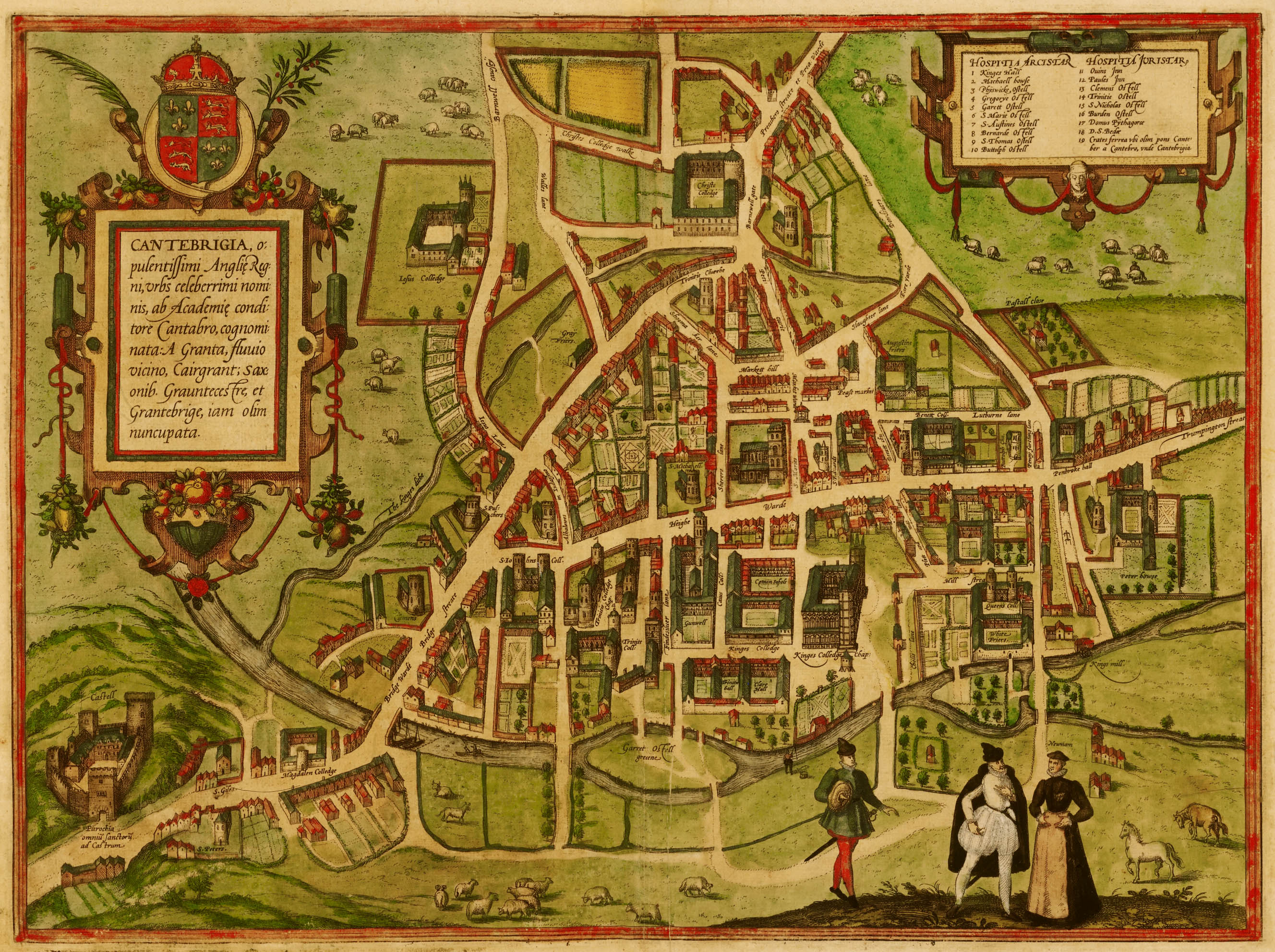
Кембридж в 1575 году
Карта, показывающая избирательные границы города 2010 года, с наложением почтовых индексов округов.
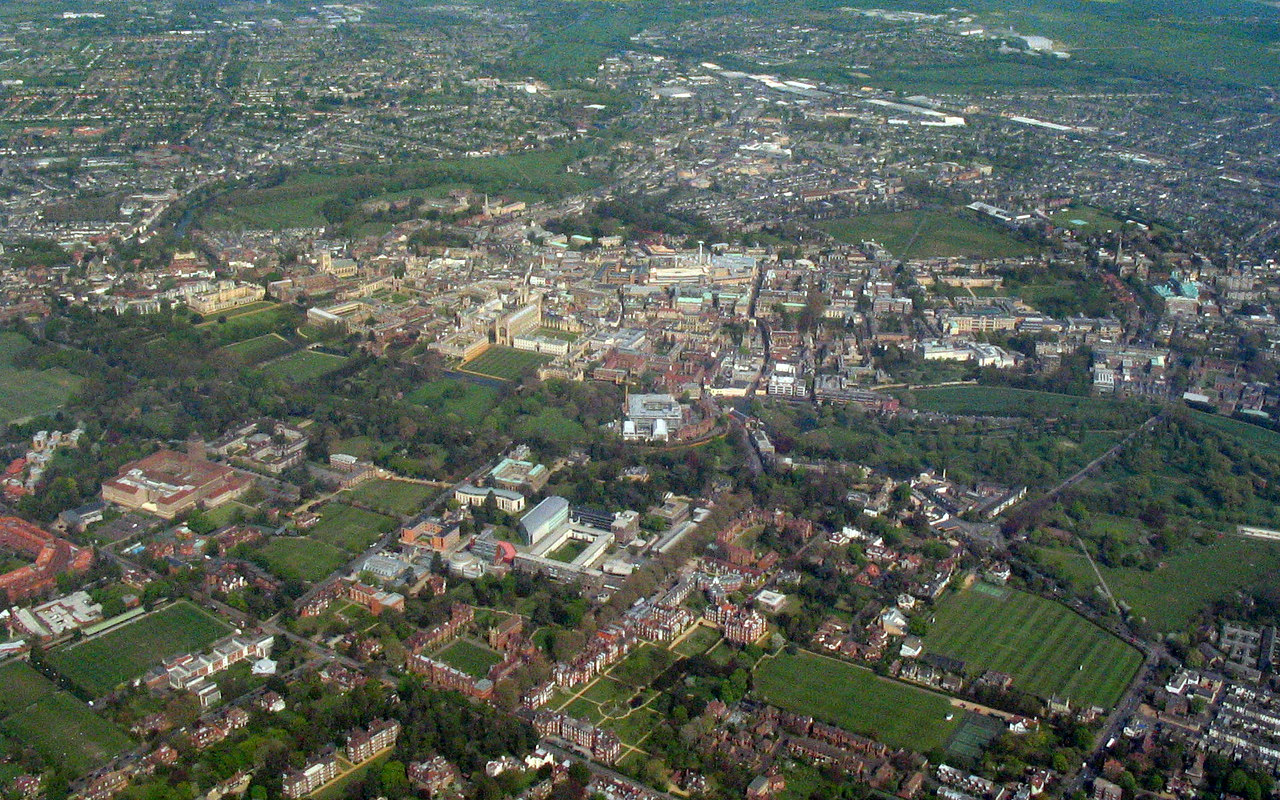
Вид с воздуха на центр города Кембридж
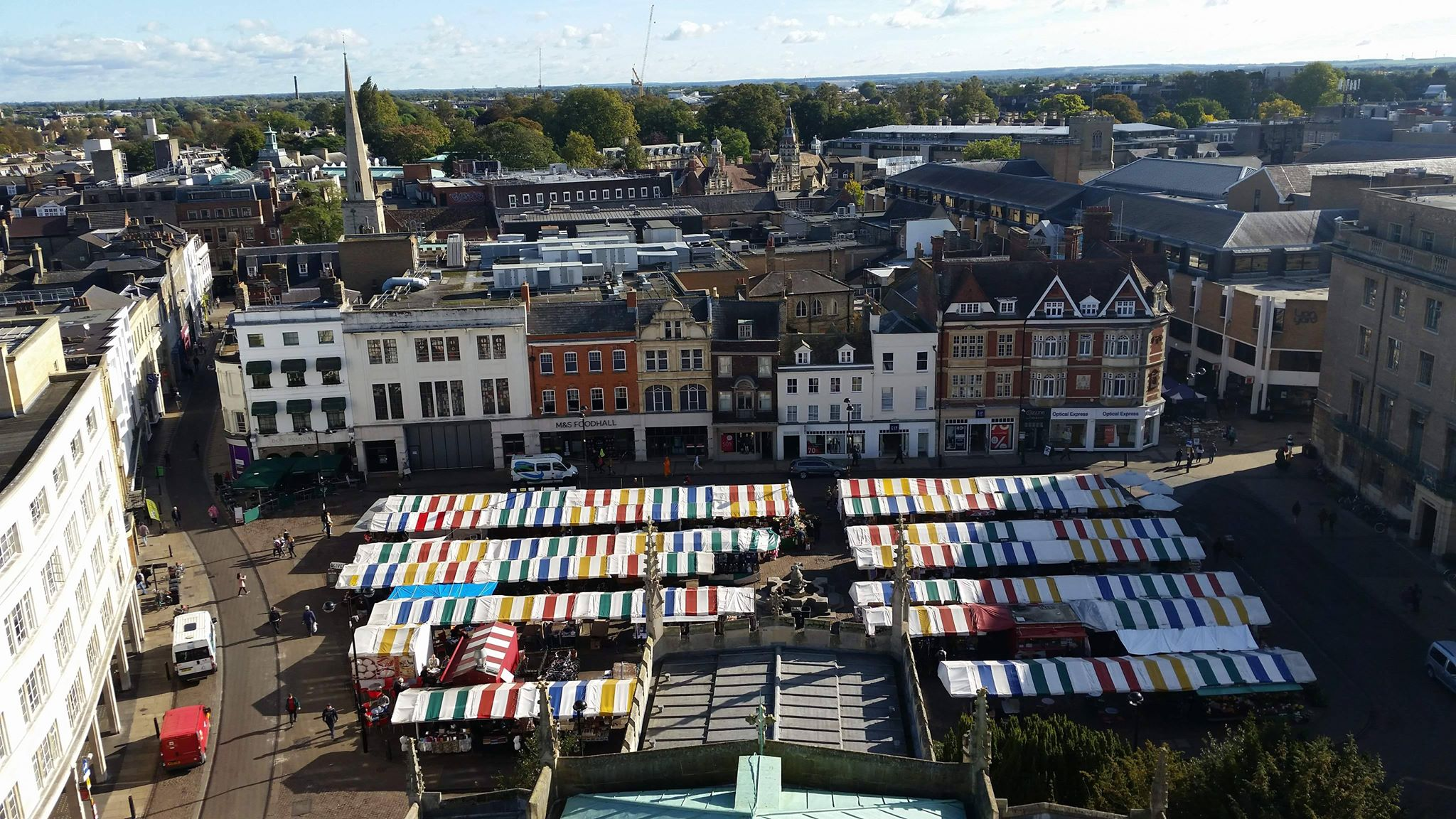
Кембриджский рынок с башни Святой Марии Великой
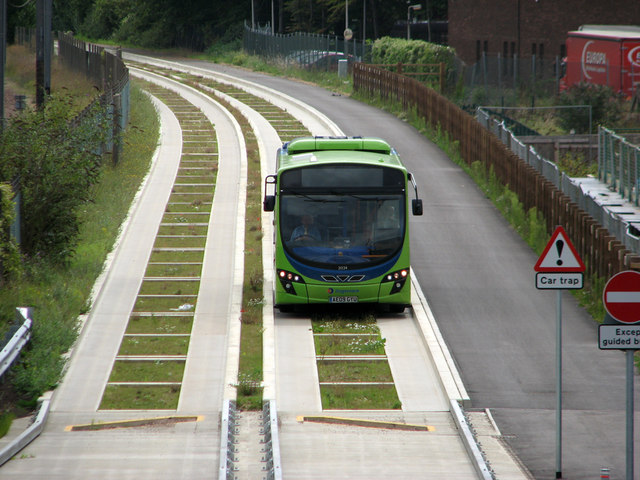
Экскурсионный автобус по Кембриджширскому автобусному маршруту
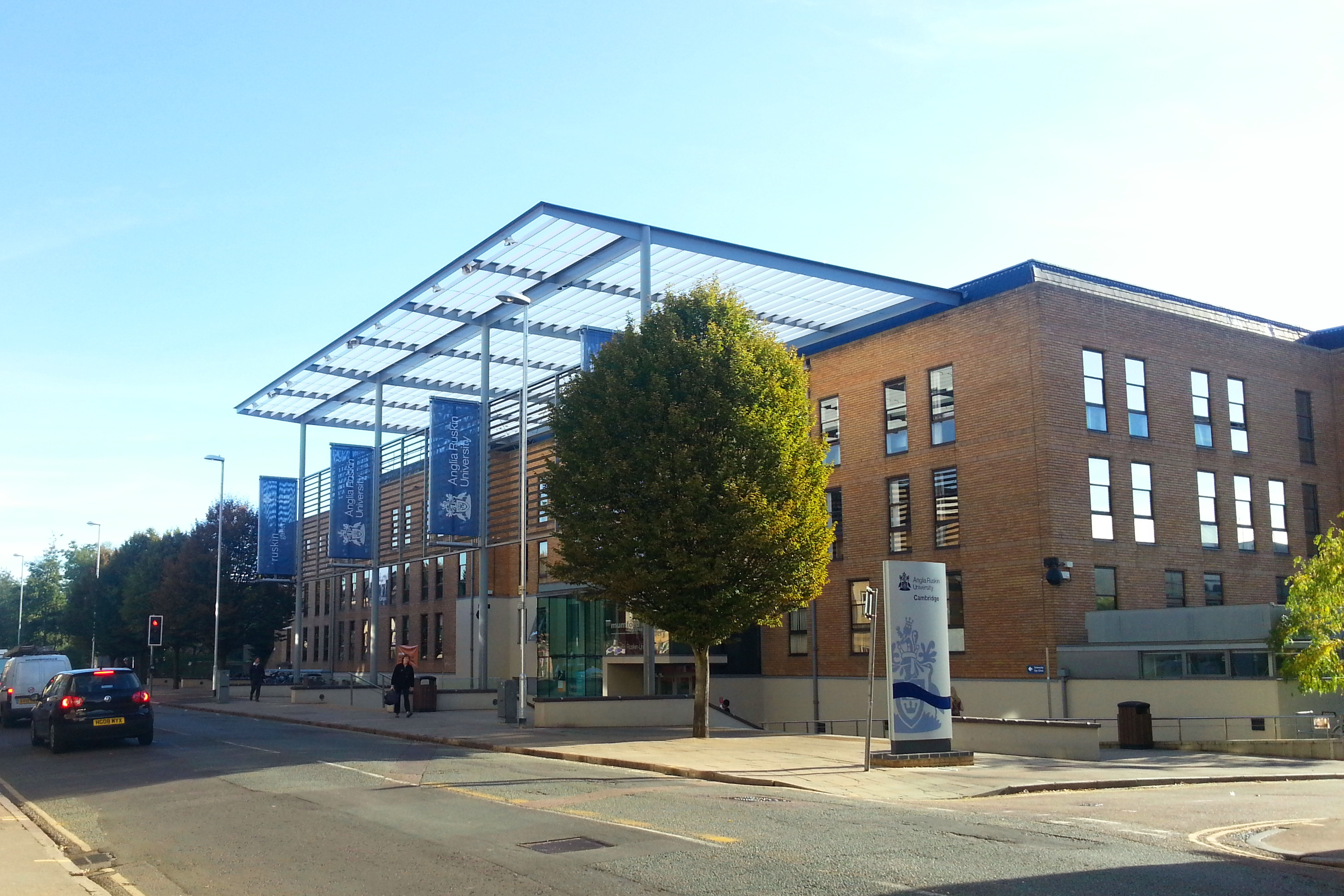
Университет Англии Раскин развился из Кембриджской школы искусств XIX века, открытой в 1858 году педагогом и деятелем искусств Джоном Рёскиным.
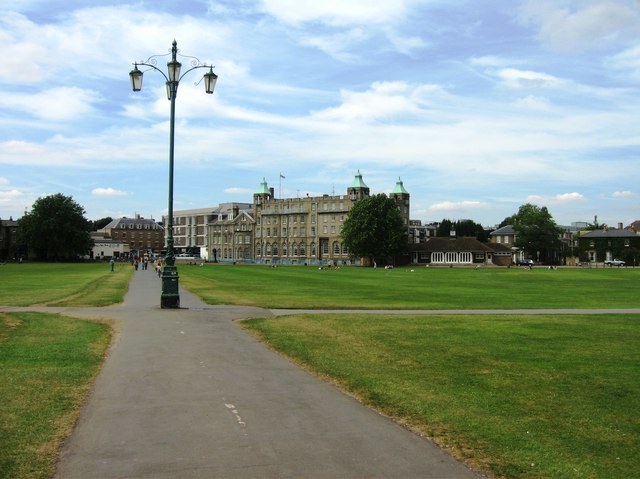
Часть Паркера
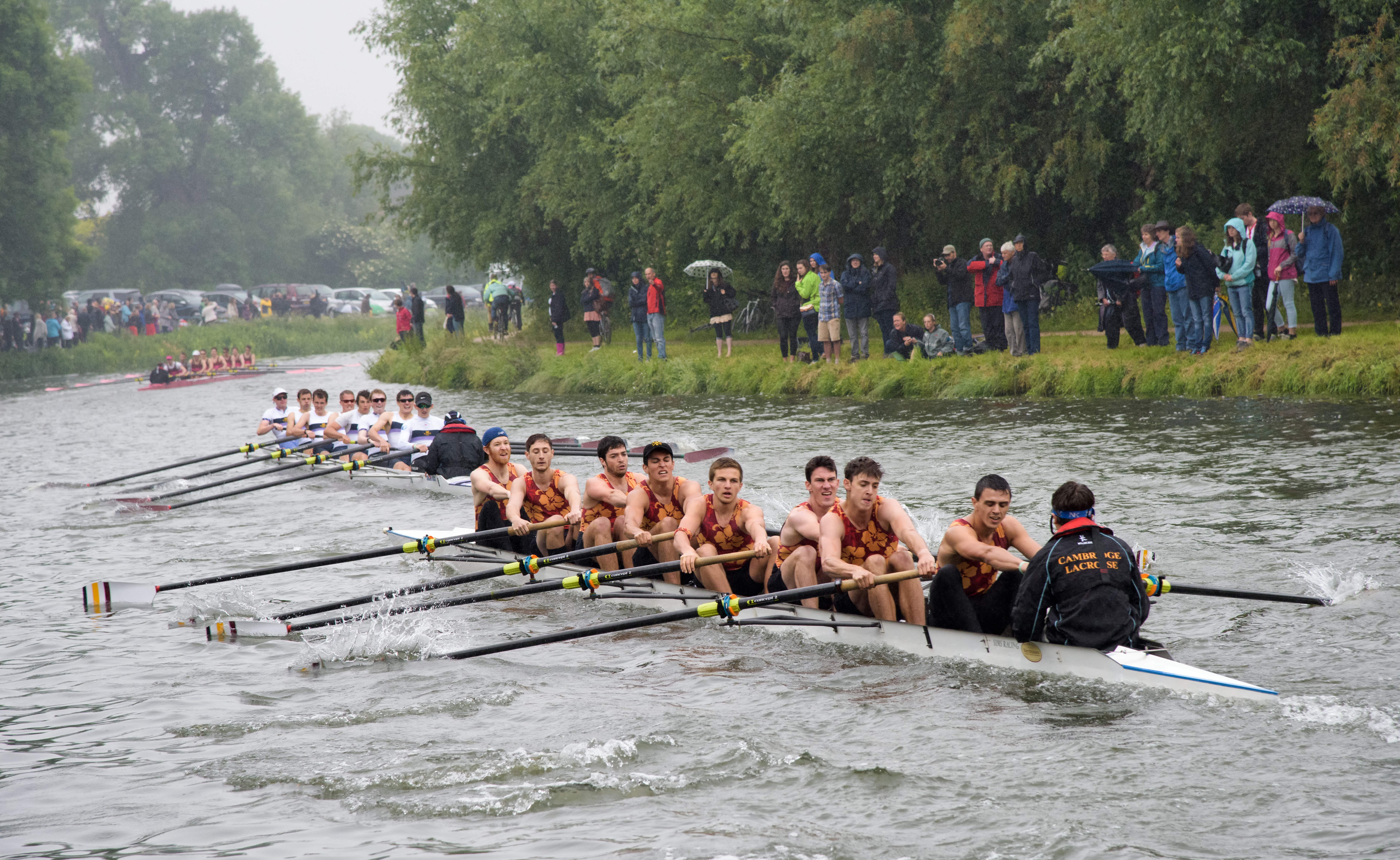
Гонки на ухабах по реке Кэм
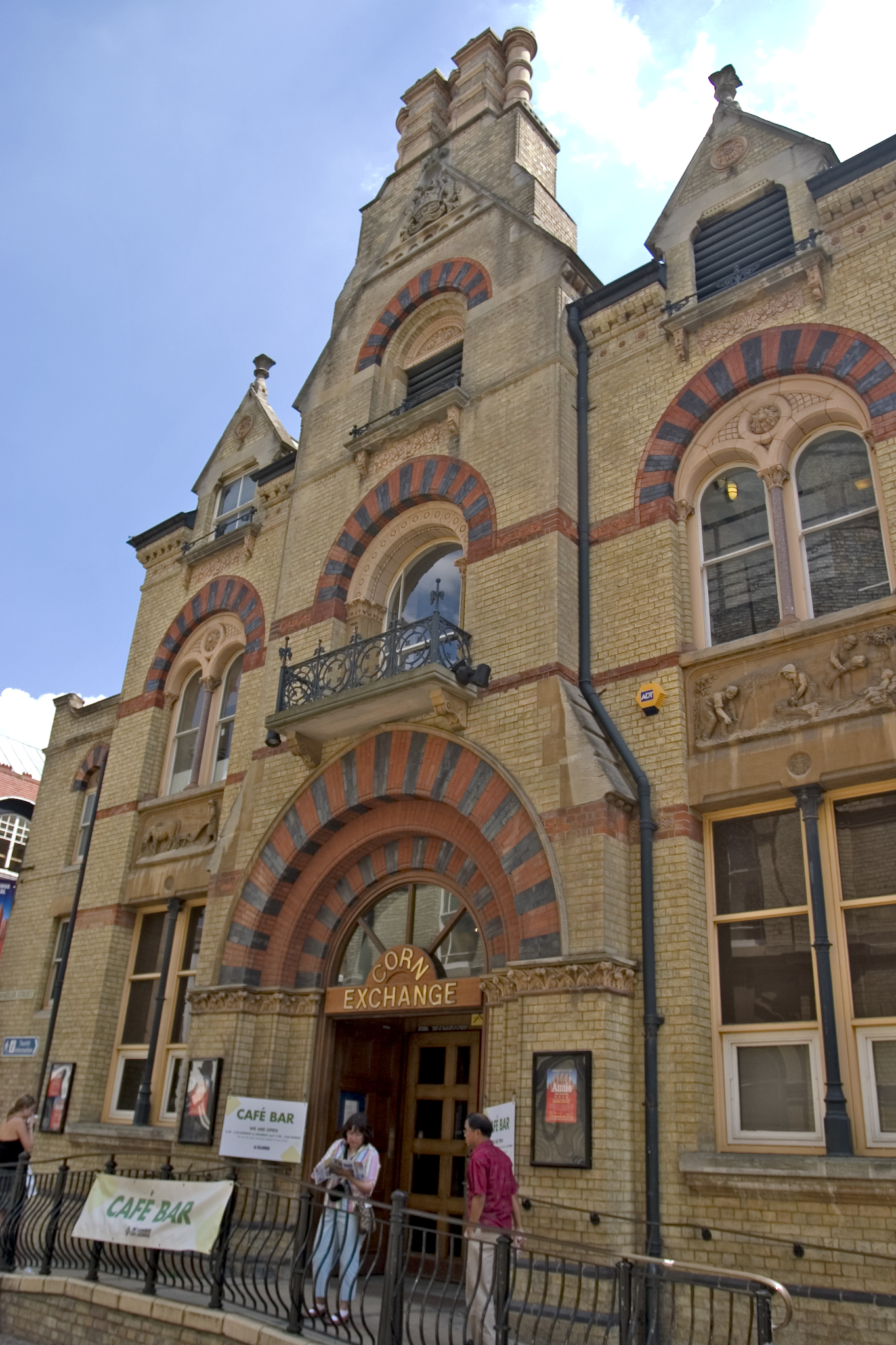
Кембриджская биржа кукурузы
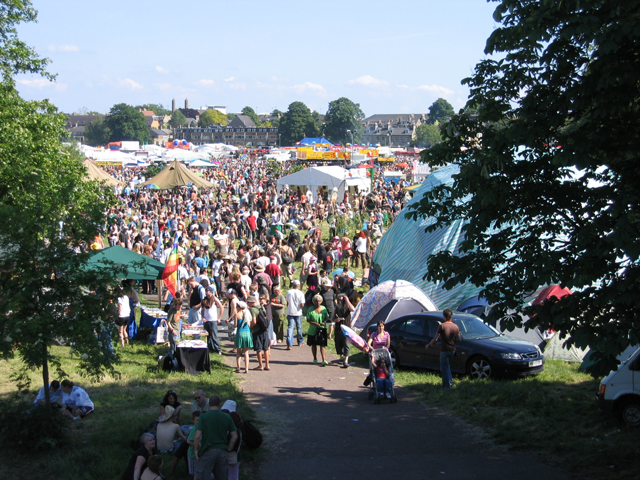
Клубничная ярмарка
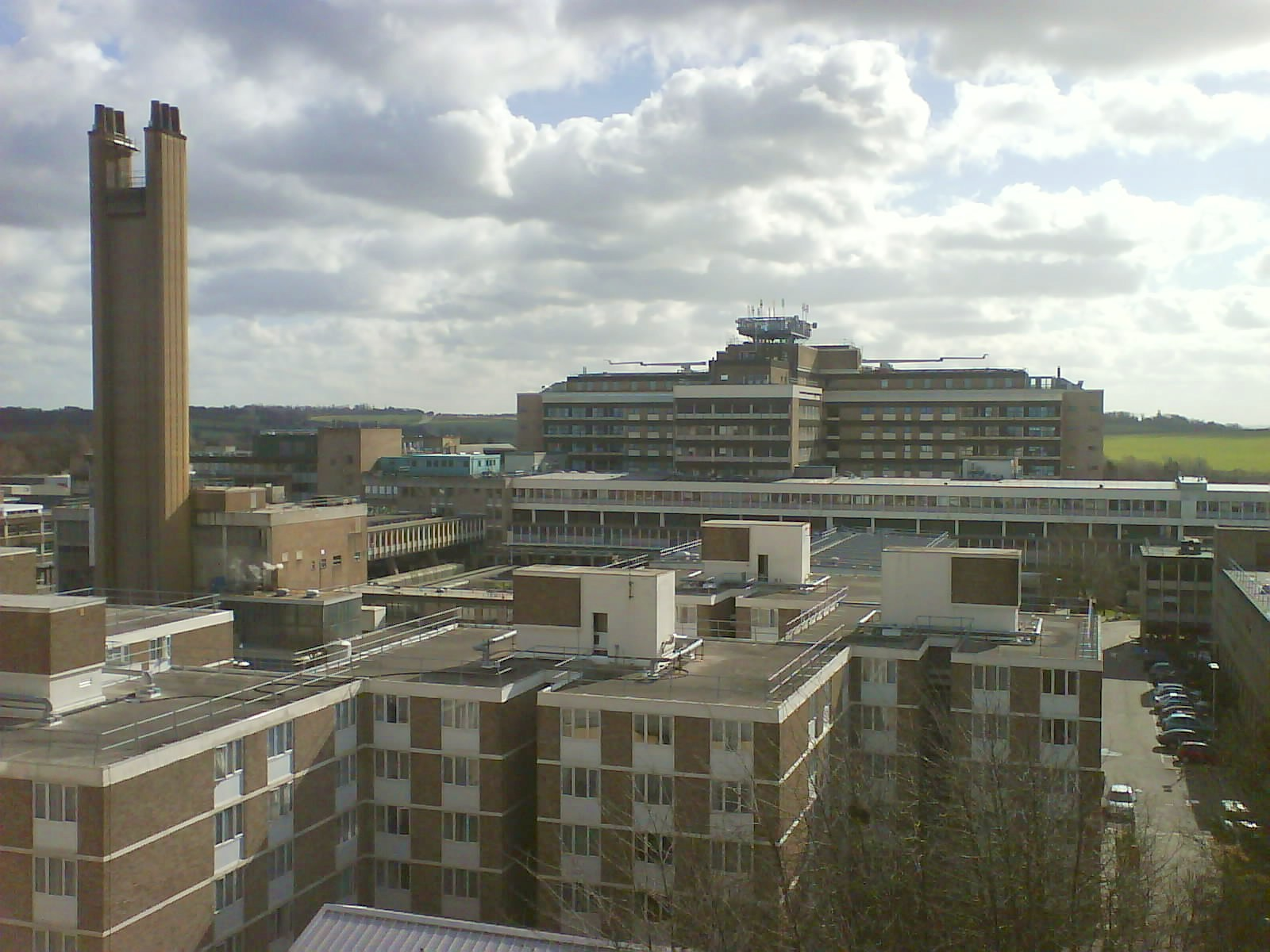
Больница Адденбрука
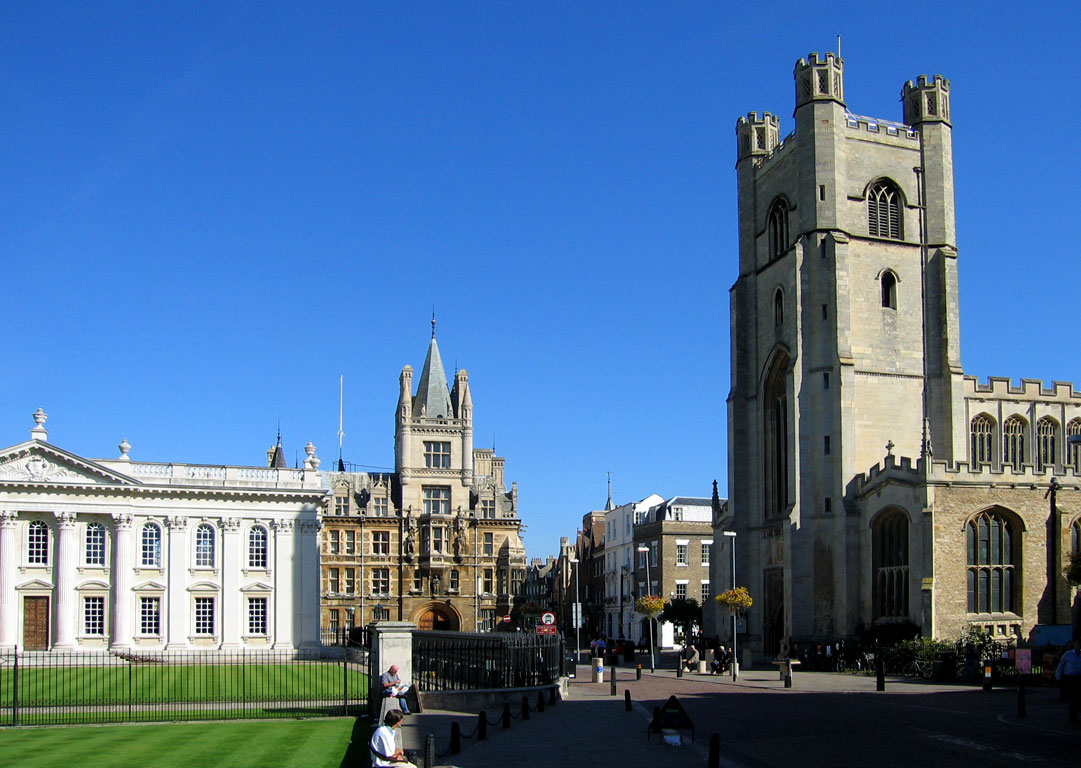
Церковь Святой Марии Великой отмечает центр Кембриджа, а Сенатский дом слева — центр университета. Колледж Гонвилл-энд-Киз находится на заднем плане.
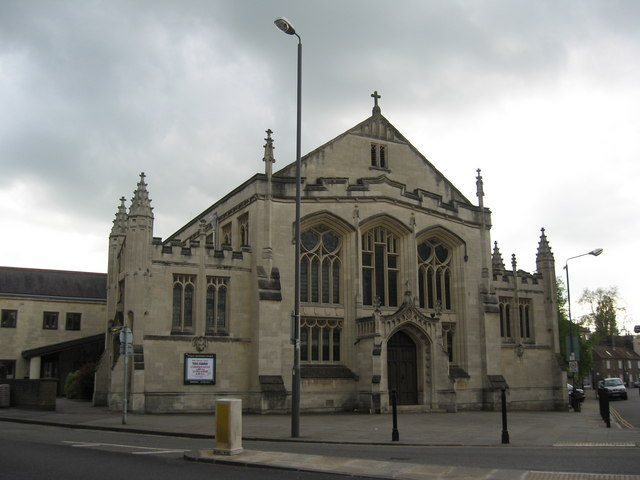
Методистская церковь Уэсли
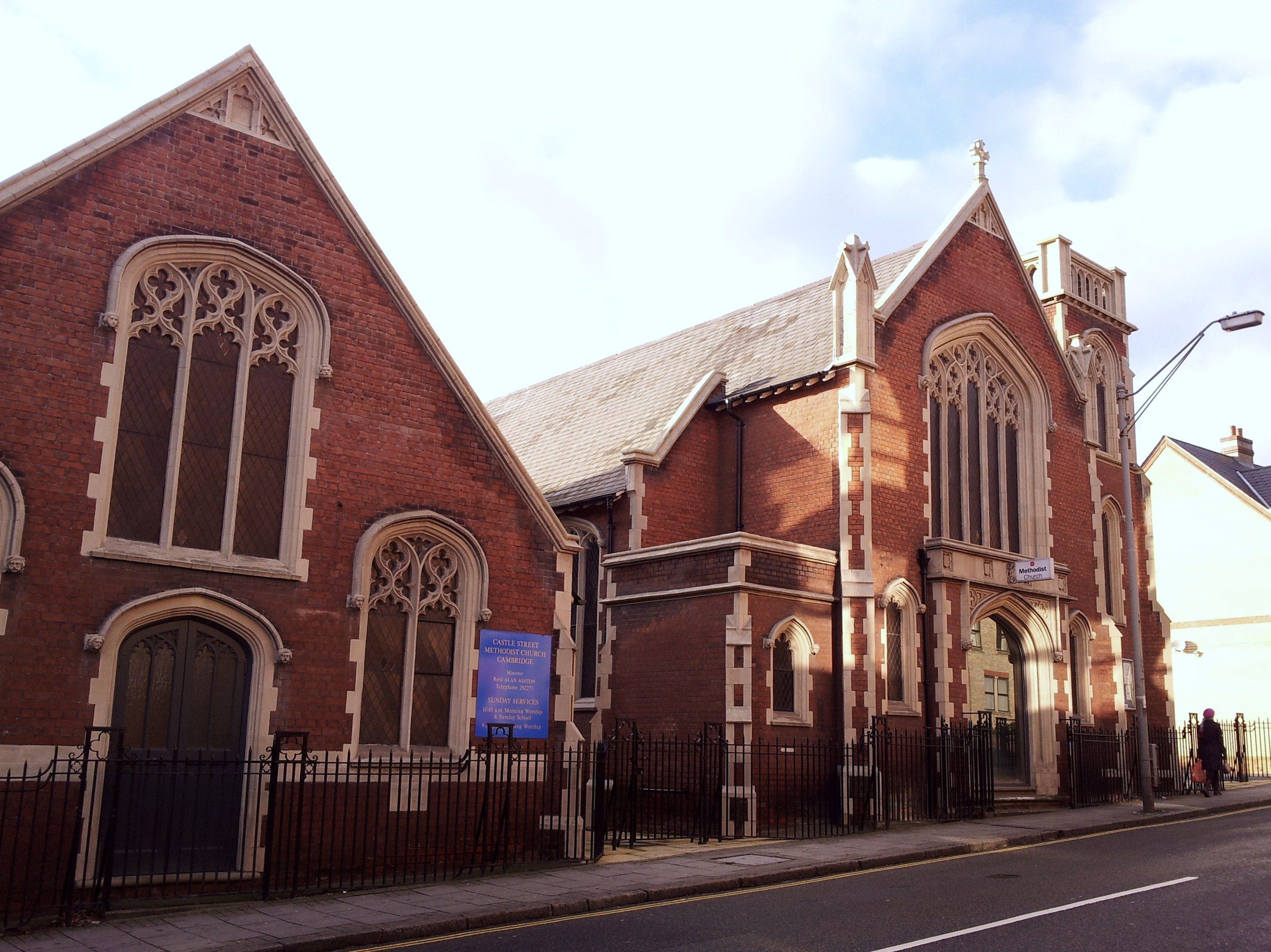
Методистская церковь на Замковой улице
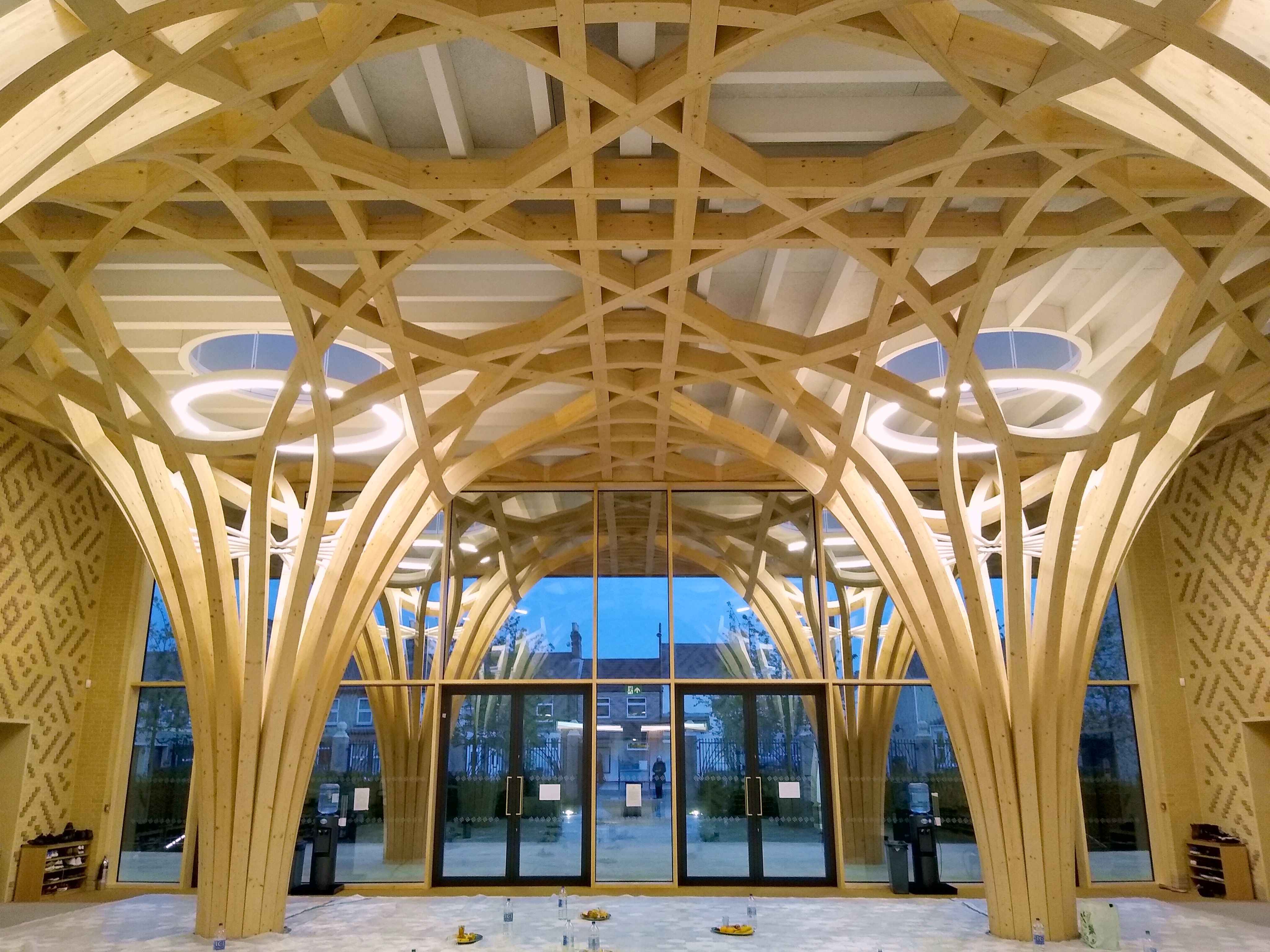
Атриум Центральной мечети Кембриджа с видом на Милл-роуд